# Australoplana
Australoplana ist eine Gattung der Landplanarien, die in Australien und Neuseeland auftritt.

## Merkmale
Individuen der Gattung Australoplana haben einen länglichen Körper der rückenseitig sehr konvex und bauchseitig flach ist. Die Kriechsohle nimmt weniger als 25 % der Körperbreite ein. Augen fehlen oder sind sehr klein und in einer einzigen Reihe entlang der Körperränder vom Vorder- bis zum Hinterende verteilt.
Die parenchymale Längsmuskulatur ist schwach oder fehlt vollständig. Der Kopulationsapparat weist bei einigen Arten eine Penispapille in der männlichen Geschlechtshöhle auf. Die Ovitellinkanäle münden bauchseitig in das weibliche Atrium genitale.

## Invasive Art
Australoplana sanguinea ist eine invasive Art in England und Wales. Hier jagt sie Regenwürmer.

## Etymologie
Der Gattungsname Australoplana leitet sich von den lateinischen Wörtern australis (dt. südlich) und plana (dt. flach) ab.

## Arten
Zur Gattung Australoplana gehören folgende Arten:
- Australoplana minor (Dendy, 1892)
- Australoplana rubicunda (Fletcher & Hamilton, 1888)
- Australoplana sanguinea (Moseley, 1877)
- Australoplana typhlops (Dendy, 1894)